# Organisme national des déchets radioactifs et des matières fissiles enrichies
L'ONDRAF (Organisme national des déchets radioactifs et des matières fissiles enrichies) est un organisme public fédéral belge chargé de gérer les déchets radioactifs en Belgique. Il relève les priorités de la gestion des déchets radioactifs en Belgique et prépare les décisions gouvernementales. Il rend compte de ses activités à intervalles réguliers à son autorité de tutelle - le ministre qui a l'énergie dans ses attributions - et présente un rapport d'activités annuel au Parlement.
Différents services publics exercent une surveillance sur les parties impliquées dans la gestion des déchets radioactifs, et donc également sur l'ONDRAF :
- le Service public fédéral Économie, PME, Classes moyennes et Énergie [1];
- l'Agence Fédérale de Contrôle Nucléaire (AFCN).

L'ONDRAF a été créé en 1980 afin de centraliser et de rationaliser la gestion des déchèts radioactifs en Belgique. En effet, cette matière sensible et importante devait pouvoir être gérée en étant à l'abri des aléas politiques et d'une logique de haut rendement commercial. A l'ONDRAF, on travaille à la sécurité de la population et à la protection de l'environnement, ces questions fondamentales ne peuvent pas être gérées avec désinvolture. 
L'ONDRAF a publié en 2002 un ouvrage expliquant avec précision son rôle, ses missions et l'historique de sa formation : "Vingt ans de gestion responsable des déchets radioactifs en Belgique, L'ONDRAF au service de tous."
Cet ouvrage de référence est disponible sur simple demande dans les bureaux de l'ONDRAF à Bruxelles, l'adresse courrier se trouve sur le site web ci-dessous. 